# Rhectomia harrisoni
Rhectomia harrisoni là một loài Hymenoptera trong họ Halictidae. Loài này được Engel mô tả khoa học năm 1995.